# Zilvervlekdansvlieg
De zilvervlekdansvlieg (Empis opaca) is een vlieg, die onder andere leeft van andere vliegen en behoort tot de familie dansvliegen (Empididae). Ze vliegen vanaf mei. De zilvervlekdansvlieg zuigt vaak nectar uit bloemen.

## Beschrijving
De zilvervlekdansvlieg is 6,5-9 mm lang en heeft een lange, omlaaggerichte zuigsnuit. Het lichaam is zwart en grijs bestoft. Op het borststuk zitten kale lengtestrepen, die tussen de grijze, met borstelharen bezette strepen lopen. De ronde kop heeft een lange, iets gekromde zuigsnuit. De poten zijn bijna geheel oranje-rood. De dijen zijn bruin, de schenen van de voorste en middelste poten zijn zeer dun behaard. Voor een juiste determinatie is genitaalonderzoek noodzakelijk.

## Voorkomen en levenswijze
De soort komt voor in Midden- en West-Europa. Vanaf mei komen de zilvervlekdansvliegen aan de randen van vochtige loofbossen in grote zwermen voor. Voor de paring vangt het mannetje een prooi, waarna het vrouwtje in de vlucht tegen het mannetje botst. Op de grond vindt dan meestal de paring plaats, terwijl het vrouwtje de prooi leegzuigt. Ze kunnen ook vliegend paren. Mannetjes nemen het geschenk soms na de paring weer mee om het aan een ander vrouwtje aan te bieden.
De in de bodem levende larven voeden zich ook met insecten.